# Église Saint-Barthélemy de Laplume
Pour les articles homonymes, voir Église Saint-Barthélémy.
L'église Saint-Barthélemy est une église catholique située à Laplume, dans le département de Lot-et-Garonne, en France.

## Historique
Le 24 avril 1510 les consuls de la ville et l'ouvrier de l'église ont passé un contrat avec Guilhem Masgantié et Georges Prince, son beau-père, maçons à Nérac, pour élever l'église à l'endroit qu'on leur indiquerait, sur le modèle de l'église du couvent des frères prêcheurs de Lectoure. Le prix a été fixé à 1 215 livres tournois. Les habitants se sont engagés à leur fournir des journées de travail et une partie des pierres.
Le 4 mai 1510, le représentant du vicomte de Brulhois fait une enquête de commodo et incommodo.
La première pierre est posée le 10 décembre 1511. En décembre 1515, un verrier d'Agen, Barthelemy Laurens est chargé de réaliser les verrières de cinq fenêtres.
Les quittances de février 1519 montrent que tout ce qui avait été prévu dans le contrat de 1510 est exécuté. Les voûtes et le clocher sont en cours d'achèvement l'année suivante. On y travaille encore en 1525.
Le 6 novembre 1541, l'église est consacrée, d'après une inscription sur le troisième pilier sud.
Les protestants font des dégâts avant 1581. La ville est mise à sac le 13 mars 1570 par les troupes commandées par Montgommery. Le roi de Navarre est venu à Laplume le 8 et 9 juillet 1579.
Un tremblement de terre ébranle le clocher en 1660. La flèche est endommagée par la foudre en 1680. La voûte a une brèche en 1698. Des pierres tombent du clocher et écrasent une partie de la voûte en 1760.
L'édifice est classé au titre des monuments historiques en 2006.